# Ларссон, Хельге
Хельге Ларссон (25 октября 1916 года — 19 ноября 1971 года) — бывший шведский спринт каноист. Принимал участие в соревнованиях по гребле на байдарках и каноэ в конце 1930-х годов. Участник Олимпийских игр 1936 в Берлине.

## Спортивные достижения
Тренировался в спортивном клубе Stockholms KK, Стокгольм (Швеция).
Хельге Теодор Ларссон (Helge Teodor Larsson) завоевал бронзовую медаль в дисциплине К-2 (байдарка-двойка) на дистанции 10000 метров на летних Олимпийских играх 1936 в Берлине. Выступал на соревнованиях с напарником, шведским спортсменом Таге Фальборгом.
Скончался 19 ноября 1971 года в Стокгольме.